# Martin Benninghoff
Martin Benninghoff (* 28. August 1979 in Bonn) ist ein deutscher Journalist, Autor und Musiker. 

## Leben
Benninghoff wuchs im rheinischen Swisttal-Heimerzheim auf. Er studierte von 2001 bis 2006 an der Universität zu Köln Politikwissenschaften und Volkswirtschaftslehre und besuchte studienbegleitend die Kölner Journalistenschule, die er 2005 abschloss. Von 2019 bis 2021 studierte er nebenberuflich Digitaljournalismus an der Hamburg Media School und schloss mit dem Master ab. 2005 gründete er die Rockband The SMU, mit der er zwischen 2007 und 2011 mehrfach in China gastierte.
Ab 2007 arbeitete Benninghoff als freier Journalist sowie als wissenschaftlicher Mitarbeiter für die SPD-Bundestagsabgeordnete Lale Akgün, mit der er 2011 das Buch Aufstand der Kopftuchmädchen veröffentlichte. 2010 wechselte er in die Politikredaktion des Kölner Stadt-Anzeigers, 2012 ging er als Redakteur zur Financial Times Deutschland nach Hamburg. Von 2014 bis 2015 wirkte er in Berlin als Redakteur der politischen Talkshow Günther Jauch, bevor er 2016 in die Redaktion der Frankfurter Allgemeinen Zeitung (FAZ) eintrat. Dort war er bis 2020 Redakteur vom Dienst für die digitale Ausgabe, danach schrieb er über politische Themen in Hessen. 
China und die koreanische Halbinsel sind zwei Interessengebiete. 2019 veröffentlichte er eine Biografie über Nordkoreas Machthaber Kim Jong-un. 2020 folgte das Buch Soundtrack Deutschland. Wie Musik Made in Germany unser Land prägt. 2022 wurde er Leiter des Politikressorts der Frankfurter Rundschau. Seit Februar 2024 lebt und arbeitet er in Shanghai als China-Korrespondent des Handelsblatts.
Benninghoff ist verheiratet und hat einen Sohn.

## Publikationen (Auswahl)
- mit Lale Akgün, Beyza Bilgin: Aufstand der Kopftuchmädchen. Piper, München 2011, ISBN 978-3-492-95149-4.
- Der Spieler. Wie Kim Jong-un die Welt in Atem hält. Klett-Cotta, Stuttgart 2019, ISBN 978-3-608-98179-7
- mit Oliver Georgi: Soundtrack Deutschland. Wie Musik Made in Germany unser Land prägt. Edition Michael Fischer, München 2020, ISBN 978-3-7459-0165-8.

## Diskografie
Mit The SMU
- DiscoRock (2006)
- Stars (2011)

Mit The Crack of Doom
- A night like this (Single, 2001)
- Identity 1996–2006
- Washed out moon (2006)

Mit airis
- I’m only a prophet (2000)